# Palais de justice de Metz
Le palais de justice de Metz est le siège des tribunaux de la commune de Metz en Moselle ainsi que de la Cour d'appel de Metz. Ce majestueux et imposant édifice fait avec la pierre de Jaumont, était à l’origine destiné à la résidence du gouverneur militaire royal et des intendants de la province des Trois-Évêchés. Il est situé dans le quartier Metz-Centre.

## Contexte historique
Le maréchal Charles Louis Auguste Fouquet de Belle-Isle, acquis aux idées des Lumières, décide de repenser l’urbanisme de Metz dès 1728. Après avoir doté la ville d’un nouveau théâtre sur l’île du petit Saulcy, il souhaite aérer le quartier de la cathédrale, en y créant une place royale centrale, entourée de plusieurs bâtiments publics. Après vingt ans de négociations avec le clergé et les bourgeois messins, il fait finalement appel à l’architecte Jacques-François Blondel pour mener à terme le projet de l’Hôtel de ville de Metz. Ce projet ambitieux est suivi, en 1764, par la construction d’un nouveau portail néoclassique pour la cathédrale. Dans cette ville nouvelle, imprégnée par les idées des Lumières, Charles-Louis Clérisseau est chargé en 1777 des plans de l’hôtel du Gouvernement, futur palais de justice de Metz.

## Construction et aménagements
Sur ordre du roi, afin d’y loger le gouverneur militaire de la province, la construction du bâtiment est entreprise en 1776 par l’architecte Clérisseau, à côté de la citadelle. Les travaux dureront jusqu’en 1791. La Révolution ne permet pas l’achèvement complet des travaux. La façade, côté rue du Juge Michel, reste inachevée depuis 1791. Les manifestations de colère qui l’accompagnèrent se traduisirent par plusieurs destructions, dont celles de plusieurs sculptures et des trois bas-reliefs de la façade arrière.
L’édifice est terminé pendant la Révolution et sert de siège à l’administration du département puis de tribunal révolutionnaire.
Au XIXe siècle sous l’Empire, les bâtiments sont finalement consacrés à la proclamation de la Justice : l’édifice devient palais de justice en 1812.

## Description architecturale

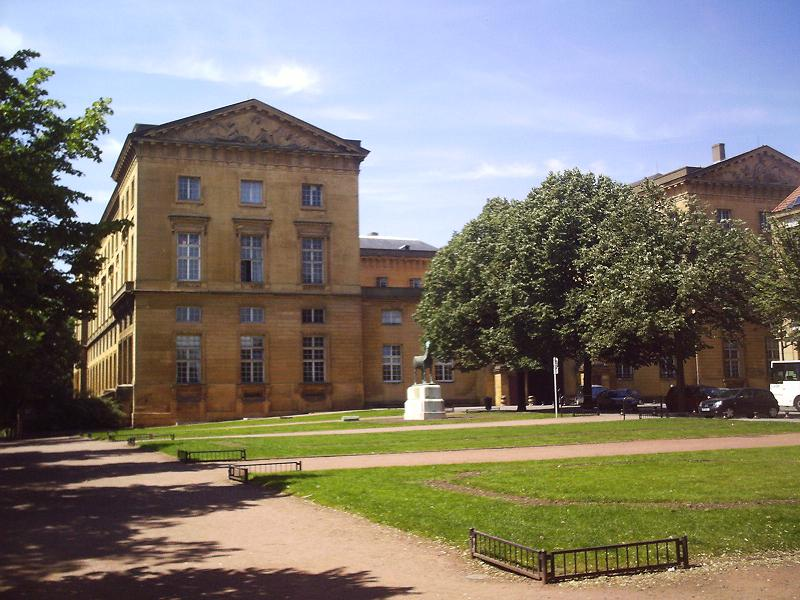
Le palais de justice de Metz vu des jardins.

Les trois imposants corps de bâtiment organisés en U et fermés au sud par des pavillons encadrant un portail monumental, entourent une vaste cour intérieure dont les façades des ailes ouest et est sont ornées de bas-reliefs. Les façades en pierre de Jaumont rappellent la fonction militaire première du palais.
Le portail, encadré par deux immenses trophées, est surmonté d’un groupe sculpté, « la France veillant sur ses enfants ». Dans le fronton gauche, Hercule symbolise la force ; dans celui de droite, la déesse de l’intelligence Minerve casquée représente la science militaire.
La première aile, à gauche représente le duc de Guise, portant secours aux soldats blessés de l’armée ennemie, abandonnés par Charles Quint lors du siège de 1552 ; la seconde à droite rappelle qu’à l’emplacement de l’actuel palais, La Fayette alors officier de la garnison de Metz, décida de s’embarquer pour les Amériques, encouragé par les propos du frère du roi de Grande-Bretagne afin de combattre aux côtés des insurgés.
Un bas-relief décrit la « guérison de Louis XV le Bien-Aimé à Metz ».
Dans la cour des statues de guerriers représentant le duc de Guise, le duc de Montmorency, le maréchal de Vieilleville, le duc de Broglie et le duc de Gonnord se dressent sur les corniches des portes latérales. Les deux statues, côté jardin Boufflers, immortalisent Turenne et le maréchal de Luxembourg.
Le bâtiment comporte plusieurs salles : la cour d’instance, de grande instance, d’appel, correctionnelle, d’instruction, de police et de cassation. La dernière condamnation à mort fut prononcée en 1967.
Deux escaliers de pierre conduisent aux étages, celui de l’aile droite est particulièrement monumental.
Le palais de l’Intendant royal, actuelle préfecture, est beaucoup moins impressionnant car à Metz, contrairement aux autres provinces, c’est le gouverneur et non l’Intendant qui détenait le pouvoir.
Le palais de justice est classé au titre des monuments historique en 1921 pour ses façades et toitures, et classé en 1929 pour son vestibule.

## Accessibilité pour les personnes handicapées
Le bâtiment étant un bâtiment historique, il ne dispose d'aucune rampe d'accès pour les personnes handicapées.